# 東芝サムスンストレージ・テクノロジー

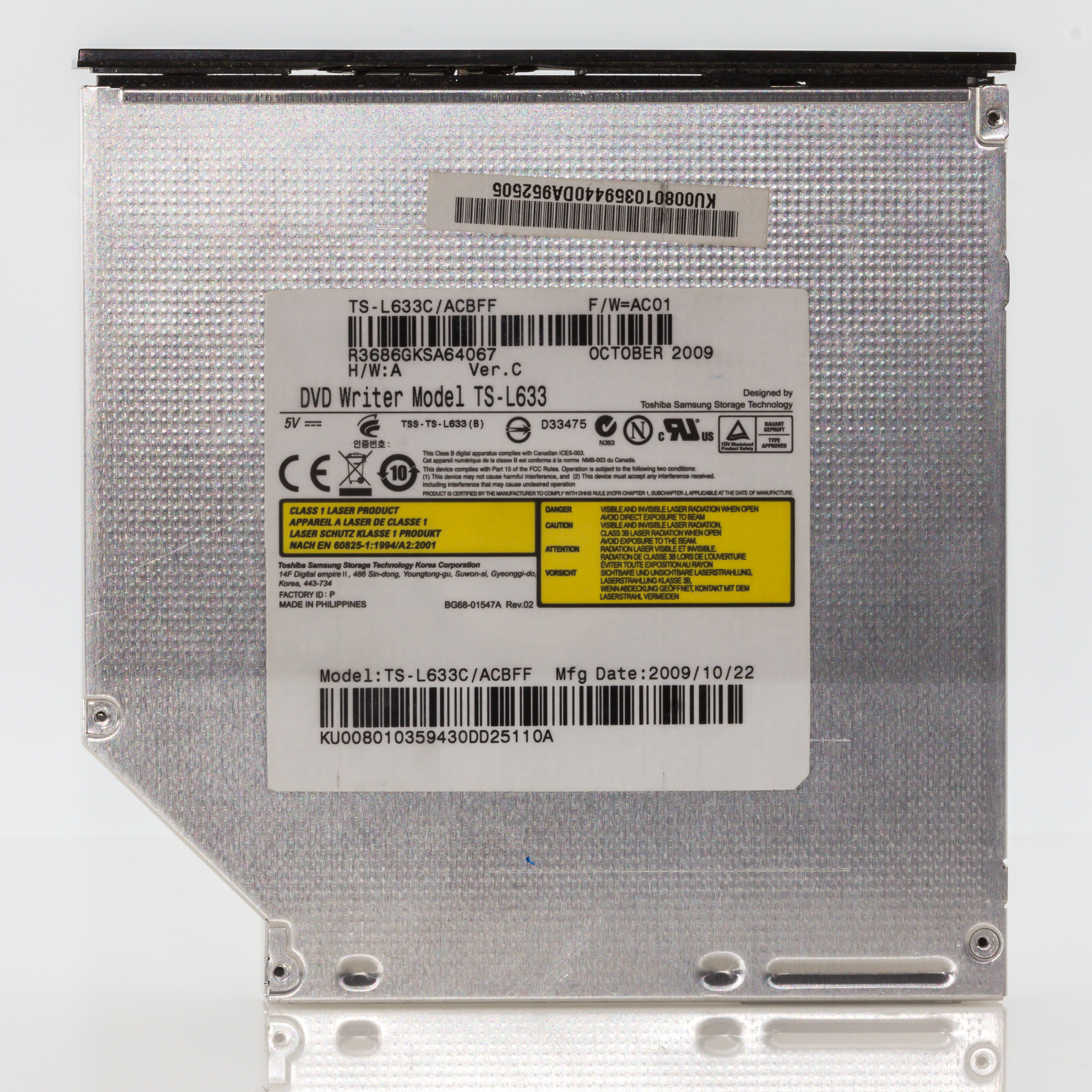
東芝サムスン製DVDドライブ・TS-L633

東芝サムスンストレージ・テクノロジー（Toshiba Samsung Storage Technology）は、東芝とサムスン電子の合弁による光学ドライブ製品のメーカーである。

## 子会社
韓国水原市に、東芝サムスンストレージ・テクノロジーが100%出資する「東芝サムスンストレージ・テクノロジー韓国」（略称 TSST-K）があった。2014年に、製造委託先である韓国のOPTISへの事業譲渡に向けて出資比率を50.1%に引き下げた。2016年6月17日、ソウル中央地方裁判所による回生手続（日本の民事再生手続手続に相当）を受けた。同年9月27日、同裁判所は清算価値が事業継続価値を上回ると判断して、回生手続を継続しない旨を決定。TSST-Kは破産手続きに移った。